# 化粧療法
化粧療法 (けしょうりょうほう、英語: medical cosmetic therapy) とは、人間の健康、幸福、尊厳を支えるために、化粧による指導、援助をいう。
「美容師でなければ、美容を業としてはならない。」（美容師法第六条　無免許営業の禁止）実際に人に化粧を施すには業務独占資格（国家資格）である美容師免許が必要となる。美容師法（昭和32年法律第163号）では「美容師は「美容を業とする者」をいい、美容師法に基づき厚生労働大臣の免許を得なければならない。美容師の免許を持たないものは美容を業として行うことはできない。なお、業とは反復継続の意思をもって行うことで、有料・無料は問わない。」と記され、厚生労働省、地域の保健所（保健センター）が所管である。無免許で美容を業とする者は行政指導や罰金等の対象となる。
ここでいう化粧とは、医薬品医療機器等法2条3項の化粧品を含む粧うすべてのものを指す。
なお、化粧療法医学 (cosmetic medicine) は、一般財団法人日本化粧療法医学会が定義したものを指す。